# Sherman Douglas
Sherman Douglas (Washington, 15 settembre 1966) è un ex cestista statunitense, professionista nella NBA.

## Carriera
È stato selezionato dai Miami Heat al secondo giro del Draft NBA 1989 (28ª scelta assoluta).

## Statistiche

### College
| Anno      | Squadra         | PG  | PT  | MP   | TC%  | 3P%  | TL%  | RP  | AP  | PRP | SP  | PP   |
| --------- | --------------- | --- | --- | ---- | ---- | ---- | ---- | --- | --- | --- | --- | ---- |
| 1985-1986 | Syracuse Orange | 27  | 0   | 11,4 | 61,3 | -    | 72,7 | 1,2 | 2,1 | 1,2 | 0,2 | 5,4  |
| 1986-1987 | Syracuse Orange | 38  | 38  | 32,6 | 53,1 | 32,7 | 74,4 | 2,6 | 7,6 | 1,7 | 0,1 | 17,3 |
| 1987-1988 | Syracuse Orange | 35  | 34  | 34,1 | 51,9 | 26,4 | 69,3 | 2,2 | 8,2 | 2,0 | 0,0 | 16,1 |
| 1988-1989 | Syracuse Orange | 38  | 38  | 35,5 | 54,6 | 36,8 | 63,2 | 2,4 | 8,6 | 1,8 | 0,0 | 18,2 |
| Carriera  | Carriera        | 138 | 110 | 29,6 | 53,8 | 33,2 | 69,5 | 2,2 | 7,0 | 1,7 | 0,1 | 14,9 |

### NBA

#### Regular Season
| Anno      | Squadra         | PG  | PT  | MP   | TC%  | 3P%  | TL%  | RP  | AP  | PRP | SP  | PP   |
| --------- | --------------- | --- | --- | ---- | ---- | ---- | ---- | --- | --- | --- | --- | ---- |
| 1989-1990 | Miami Heat      | 81  | 66  | 30,5 | 49,4 | 16,1 | 68,7 | 2,5 | 7,6 | 1,8 | 0,1 | 14,3 |
| 1990-1991 | Miami Heat      | 73  | 73  | 35,1 | 50,4 | 12,9 | 68,6 | 2,9 | 8,5 | 1,7 | 0,1 | 18,5 |
| 1991-1992 | Miami Heat      | 5   | 2   | 19,6 | 51,6 | 0,0  | 71,4 | 1,2 | 3,8 | 0,8 | 0,0 | 7,4  |
| 1991-1992 | Boston Celtics  | 37  | 0   | 17,7 | 45,5 | 11,1 | 68,0 | 1,5 | 4,1 | 0,6 | 0,2 | 7,3  |
| 1992-1993 | Boston Celtics  | 79  | 36  | 24,5 | 49,8 | 20,7 | 56,0 | 2,1 | 6,4 | 0,6 | 0,1 | 7,8  |
| 1993-1994 | Boston Celtics  | 78  | 78  | 35,8 | 46,2 | 23,2 | 64,1 | 2,5 | 8,8 | 1,1 | 0,1 | 13,3 |
| 1994-1995 | Boston Celtics  | 65  | 43  | 31,5 | 47,5 | 24,4 | 68,9 | 2,6 | 6,9 | 1,2 | 0,0 | 14,7 |
| 1995-1996 | Boston Celtics  | 10  | 4   | 23,4 | 42,9 | 14,3 | 62,5 | 2,3 | 3,9 | 0,2 | 0,0 | 9,8  |
| 1995-1996 | Milwaukee Bucks | 69  | 62  | 30,4 | 51,4 | 37,9 | 75,4 | 2,3 | 5,8 | 0,9 | 0,1 | 11,5 |
| 1996-1997 | Milwaukee Bucks | 79  | 79  | 29,3 | 50,2 | 33,3 | 66,7 | 2,4 | 5,4 | 1,0 | 0,1 | 9,7  |
| 1997-1998 | N.J. Nets       | 80  | 11  | 21,2 | 49,5 | 30,4 | 66,9 | 1,7 | 4,0 | 0,7 | 0,1 | 8,0  |
| 1998-1999 | L.A. Clippers   | 30  | 19  | 28,1 | 43,8 | 0,0  | 63,2 | 1,9 | 4,1 | 0,9 | 0,1 | 8,2  |
| 1999-2000 | N.J. Nets       | 20  | 2   | 15,5 | 50,0 | 31,3 | 89,3 | 1,5 | 1,7 | 0,9 | 0,0 | 6,0  |
| 2000-2001 | N.J. Nets       | 59  | 7   | 18,5 | 40,3 | 20,0 | 74,8 | 1,3 | 2,4 | 0,6 | 0,1 | 5,7  |
| Carriera  | Carriera        | 765 | 482 | 27,6 | 48,4 | 26,7 | 67,8 | 2,2 | 5,9 | 1,0 | 0,1 | 11,0 |

#### Playoffs
| Anno     | Squadra        | PG | PT | MP   | TC%  | 3P%  | TL%  | RP  | AP  | PRP | SP  | PP   |
| -------- | -------------- | -- | -- | ---- | ---- | ---- | ---- | --- | --- | --- | --- | ---- |
| 1992     | Boston Celtics | 6  | 0  | 10,8 | 36,0 | 0,0  | 50,0 | 0,7 | 1,7 | 0,0 | 0,0 | 3,2  |
| 1993     | Boston Celtics | 4  | 4  | 41,5 | 37,8 | 0,0  | 66,7 | 6,5 | 9,5 | 1,0 | 0,0 | 11,0 |
| 1995     | Boston Celtics | 4  | 4  | 42,0 | 35,3 | 33,3 | 72,7 | 5,0 | 8,3 | 1,0 | 0,3 | 15,0 |
| 1998     | N.J. Nets      | 3  | 2  | 41,7 | 52,3 | 40,0 | 70,0 | 2,7 | 8,3 | 2,0 | 0,0 | 18,3 |
| Carriera | Carriera       | 17 | 10 | 30,8 | 40,1 | 27,3 | 68,4 | 3,4 | 6,2 | 0,8 | 0,1 | 10,5 |

## Palmarès
- NCAA AP All-America First Team (1989)
- NCAA AP All-America Third Team (1988)
- NBA All-Rookie First Team (1990)